# Pimpla disparis
Pimpla disparis är en stekelart som beskrevs av Henry Lorenz Viereck 1911. Pimpla disparis ingår i släktet Pimpla och familjen brokparasitsteklar. Inga underarter finns listade i Catalogue of Life.